# أبدون رييس
أبدون رييس (بالإسبانية: Abdón Reyes)‏ هو لاعب كرة قدم ومدرب كرة قدم بوليفي في مركز الوسط، ولد في 7 نوفمبر 1981 في تاريخا في بوليفيا. شارك مع منتخب بوليفيا لكرة القدم. أما مع النوادي، فقد لعب مع نادي بوليفار ونادي سان خوسيه.

## وصلات خارجية
- أبدون رييس على موقع الاتحاد الدولي (مؤرشف)  (الإنجليزية)
- أبدون رييس على موقع إي إس بي إن إف سي (الإنجليزية)
- أبدون رييس على موقع قاعدة بيانات كرة القدم.إي يو (الإنجليزية)
- أبدون رييس على موقع ناشيونال فوتبول تيمز (الإنجليزية)
- أبدون رييس على موقع Soccerway.com (الإنجليزية)
- أبدون رييس على موقع عالم كرة القدم.نت (الإنجليزية)
- أبدون رييس على موقع AS.com (الإسبانية)